# Skalne Grzyby

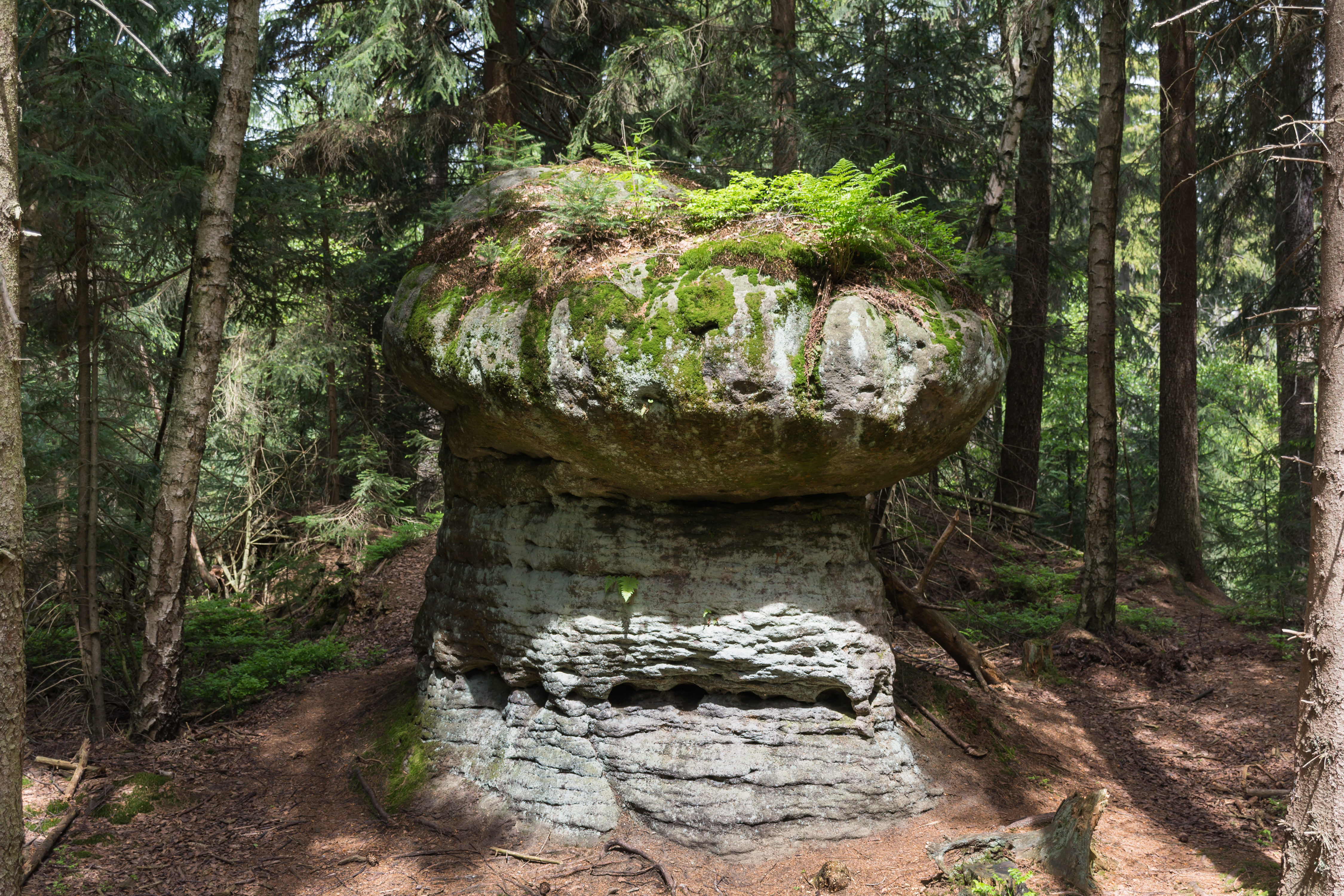
Skalny grzyb

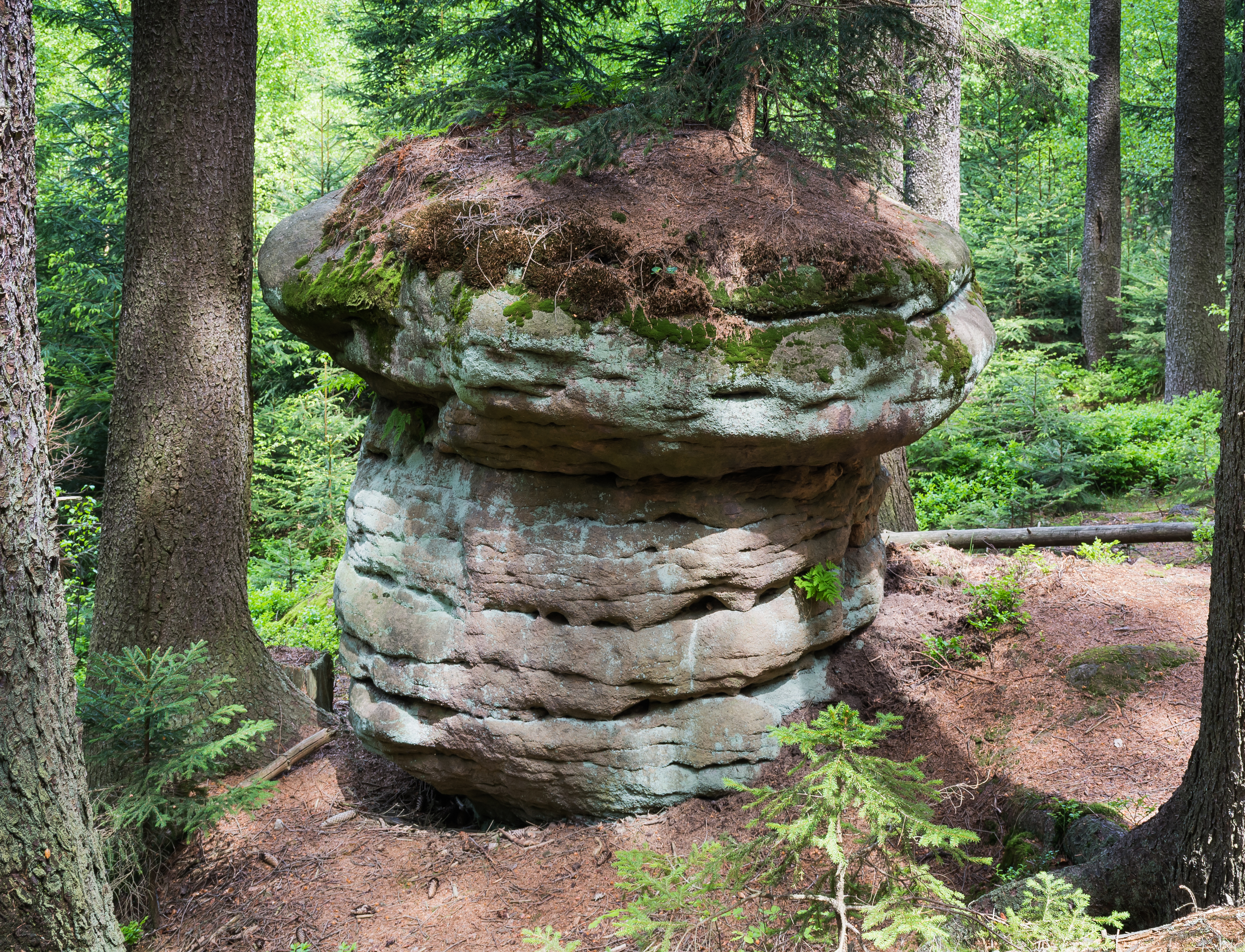
Skalne Grzyby

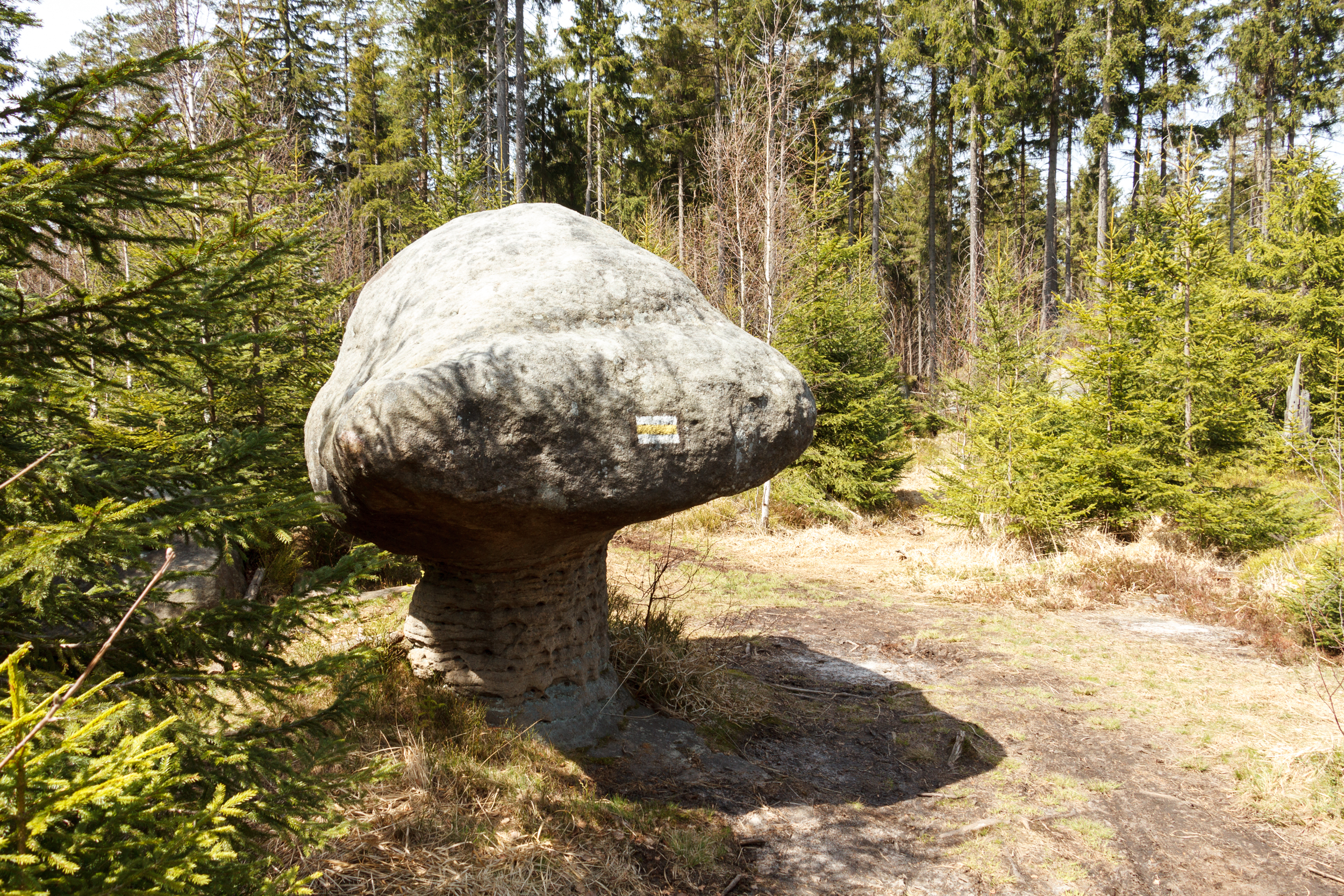
Skalne Grzyby

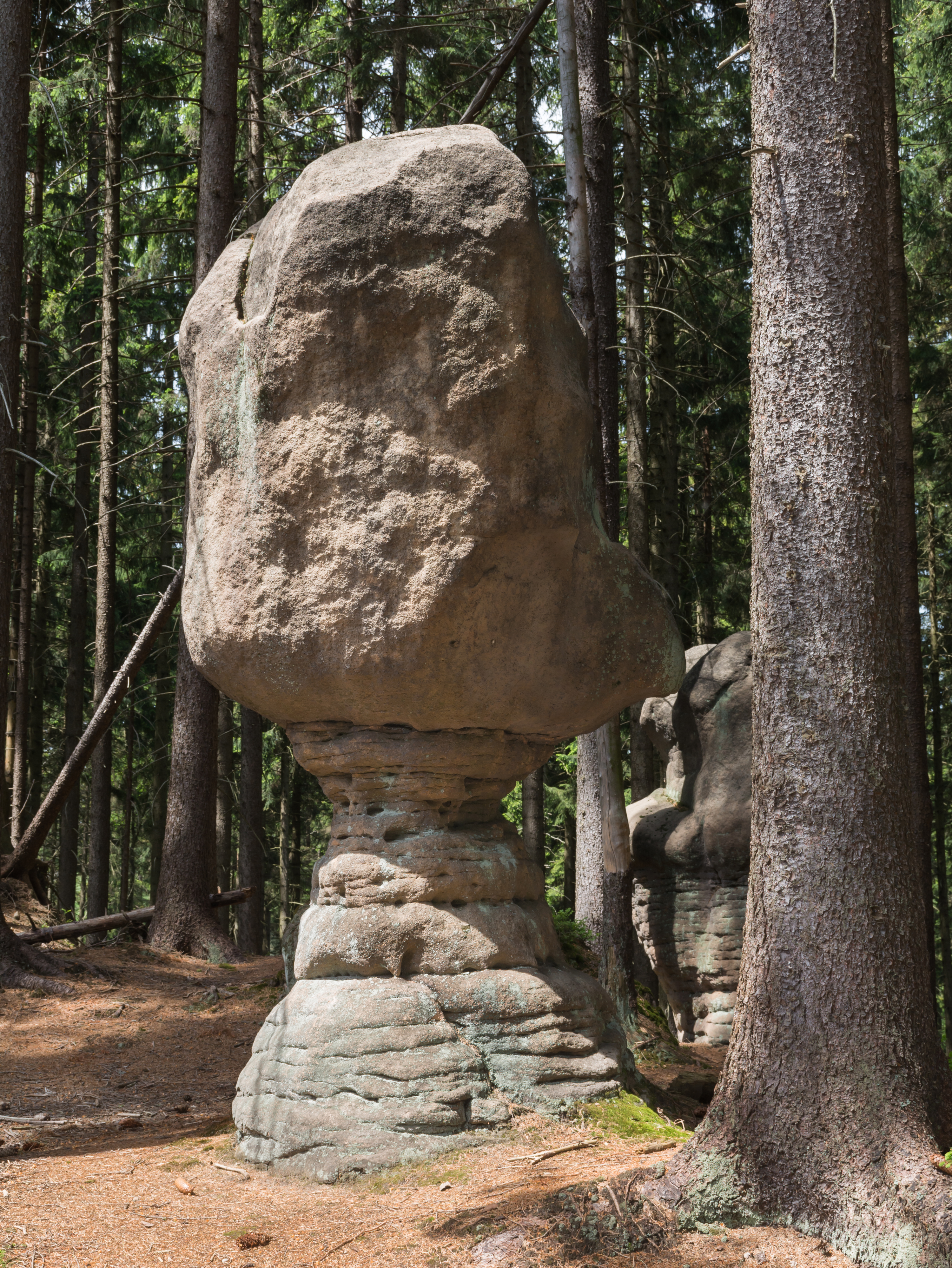
Skalne Grzyby

Skalne Grzyby (niem. Goldbacher Felsen) – skupisko skał w Górach Stołowych, w Sudetach Środkowych, w południowo-zachodniej Polsce.

## Położenie i opis
Skalne Grzyby znajdują się w południowo-wschodnim fragmencie stoliwa Gór Stołowych. Ciągną się wzdłuż dolnego piętra Gór Stołowych między Batorowem a Radkowskimi Skałami po południowo-zachodniej stronie wierzchowiny.

Jest to grupa oryginalnie ukształtowanych w różnym zagęszczeniu form skalnych, rozrzuconych na wysokości ok. 680–700 m n.p.m. i ciągnących się na długości około 2 km, często ustawionych piętrowo na sobie. Skałki mają kształty grzybów, maczug, baszt i bram. Szereg form skalnych posiada własne nazwy, są to np. "Borowik", "Skalne Wrota", "Zrośnięte Grzyby", "Pingwinki", "Piętrowe Grzyby".

## Budowa
Grupa skalna "Skalne Grzyby" – powstała w wyniku erodowania ławic piaskowca na krawędzi wierzchowiny. Są to formy skalne zbudowane z piaskowców i nieprzepuszczających wody margli i łupków. Przed orogenezą stanowiły dno morza.

## Szlaki turystyczne
- Polanica-Zdrój – Radków,
- Karłów – Wambierzyce[2],
- droga Szklary-Samborowice – Jagielno – Przeworno – Gromnik – Biały Kościół – Żelowice – Ostra Góra – Niemcza – Gilów – Piława Dolna – Góra Parkowa – Bielawa – Kalenica – Nowa Ruda – Przełęcz pod Krępcem – Sarny – Tłumaczów – Gajów – Radków – Skalne Wrota – Pasterka – Przełęcz między Szczelińcami – Karłów – Lisia Przełęcz – Białe Skały – Skalne Grzyby – Batorówek – Batorów – Skała Józefa – Duszniki-Zdrój – Schronisko PTTK „Pod Muflonem” – Szczytna – Zamek Leśna – Polanica-Zdrój – Łomnicka Równia – Huta – Bystrzyca Kłodzka – Igliczna – Międzygórze – Przełęcz Puchacza[3].

## Turystyka
Do Skalnych Grzybów najłatwiej dojść z Batorowa szlakiem żółtym (ok. 30 minut) lub z Wambierzyc szlakiem niebieskim (ok. 70 minut), a także z parkingu przy Szosie Stu Zakrętów szlakiem czerwonym (ok. 70 min).

Szlak niebieski wiodący przez Skalne Grzyby z reguły jest rzadziej uczęszczany. W wielu miejscach pomiędzy drzewami pojawiają się widoki w kierunku Wzgórz Ścinawskich.

W latach 50. XX wieku silna wichura, powalając część lasu, odsłoniła Skalne Grzyby.